# Mohamed Youssef
Mohamed Youssef (9 ottobre 1970) è un allenatore di calcio ed ex calciatore egiziano, di ruolo difensore, tecnico del Future.

## Palmarès

### Giocatore

#### Competizioni nazionali
- Campionato egiziano: 6

Al-Ahly: 1993-1994, 1994-1995, 1995-1996, 1996-1997, 1997-1998, 1998-1999
- Coppa d'Egitto: 2

Al-Ahly: 1992-1993, 1995-1996

#### Competizioni internazionali
- Champions League araba: 1

Al-Ahly: 1996
- Coppa delle Coppe d'Africa: 1

Al-Ahly: 1992–1993
- Coppa delle Coppe araba: 1

Al-Ahly: 1994–1995
- Supercoppa Araba: 2

Al-Ahly: 1997, 1998

### Allenatore

#### Competizioni nazionali
- Campionato egiziano: 1

Al-Ahly: 2013-2014

#### Competizioni internazionali
- CAF Champions League: 1

Al-Ahly: 2013
- Supercoppa CAF: 1

Al-Ahly: 2014